# Hesdin
Hesdin korábbi község Franciaországban, Pas-de-Calais megyében. Lakosainak száma 2225 fő (2022. január 1.). Hesdin Marconnelle községgel határos.
2025. január 1-jén három másik korábbi községgel egyesült és az így létrejött Hesdin-la-Forêt új község része lett.

## Népesség
A település népességének változása:
| Lakosok száma | 2182 | 2189 | 2213 | 2274 | 2225 | 2219 | 2216 | 2218 | 2222 | 2225 |
|               | 2011 | 2013 | 2015 | 2016 | 2017 | 2018 | 2019 | 2020 | 2021 | 2022 |